# نداء (اسم)
نِداء هو اسم علم مؤنث عربي الأصل، وهو من الأسماء قليلة الانتشار، وهو يَعني الصوت العالي أو الصياح.
اسم نداء مُشتق من المُناداة، ويأتي كمصدر في اللغة العربية، وقد يأتي كاسم علم تُسمى به الإناث. اسم نداء يعني المُناداة أو رفع الصوت أو الصياح أو الدعاء بصوتٍ عالٍ.

## في القرآن
وَرد ذكر اسم نداء في القرآن الكريم في مَوضعين، الأول في سورة مريم ﴿إِذْ نَادَى رَبَّهُ نِدَاءً خَفِيًّا ۝٣﴾ [مريم:3] وهُنا يقصد به دعاء، والموضوع الثاني في سورة البقرة ﴿وَمَثَلُ الَّذِينَ كَفَرُوا كَمَثَلِ الَّذِي يَنْعِقُ بِمَا لَا يَسْمَعُ إِلَّا دُعَاءً وَنِدَاءً صُمٌّ بُكْمٌ عُمْيٌ فَهُمْ لَا يَعْقِلُونَ ۝١٧١﴾ [البقرة:171] وهُنا يقصد بها الصوت وتعني الصوت الخالِ من المعنى.

## الشخصيات
- نداء زغيب
- نداء شرارة